# Günther Korten
Günther Paulus Korten (ur. 26 lipca 1898 w Kolonii, zm. 22 lipca 1944 w Karolewie) – niemiecki wojskowy szef Sztabu Generalnego Lotnictwa.

## Życiorys
W czasie I wojny światowej był saperem w jednostkach lądowych armii niemieckiej. W 1915 roku otrzymał stopień podporucznika. Po zakończeniu wojny został przyjęty do Reichswehry. W 1928 został wysłany na tajne szkolenie lotnicze w ZSRR. W 1931 został awansowany do stopnia kapitana. W 1933 roku przeniesiony do tworzącej się Luftwaffe a w 1934, w stopniu majora otrzymał posadę w sztabie generalnym Luftwaffe. W 1937 w stopniu podpułkownika, został szefem oddziału w tym samym sztabie. Po aneksji Austrii został szefem sztabu Dowództwa Luftwaffe w tym kraju. W 1939 otrzymał stanowisko szefa sztabu 4 Floty Powietrznej i awans na pułkownika.
W składzie tej jednostki Korten brał udział w agresji przeciwko Polsce we wrześniu 1939. Potem sprawował funkcje szefa sztabu następujących ugrupowań: II Korpusu Lotniczego (na przełomie 1939/1940), 3 Floty Powietrznej (w czasie agresji na Francję i w bitwie o Anglię), znów 4 Floty Powietrznej (w trakcie agresji na państwa bałkańskie i początkowej fazie ataku na Związek Radziecki). W połowie 1942 otrzymał nominację na dowódcę I Korpusu Lotniczego, działającego na terenie Ukrainy (zwanego od sierpnia 1942 do lutego 1943 jako Dowództwo Powietrzne Don). Równocześnie ze sprawowaniem coraz ważniejszych funkcji, Korten otrzymywał wyższe stopnie oficerskie: w 1940 był generałem majorem, w sierpniu 1942 generałem porucznikiem, a w styczniu 1943 już generałem lotnictwa, oprócz tego w maju 1941 został odznaczony Krzyżem Rycerskim. W czerwcu 1943 został na krótko dowódcą 1 Floty Powietrznej (współdziałającej z Grupą Armii Północ), a już w sierpniu tego samego roku został szefem sztabu generalnego Luftwaffe, zastępując gen. Hansa Jeschonnka, który popełnił samobójstwo. Jednym z obowiązków Kortena był udział w naradach sytuacyjnych u Adolfa Hitlera, w czasie których przedstawiał działania Luftwaffe. 
Podczas zamachu dokonanego na Hitlera 20 lipca 1944 roku Korten został ciężko ranny i zmarł dwa dni później w szpitalu wojskowym w Carlshof (obecnie Karolewo). Pośmiertnie został awansowany na generała pułkownika.